# Stenolejeunea thallophora
Stenolejeunea thallophora là một loài Rêu trong họ Lejeuneaceae. Loài này được (Eifrig) R.M. Schust. miêu tả khoa học đầu tiên năm 1963.